# Psychotria kwewonii
Psychotria kwewonii là một loài thực vật có hoa trong họ Thiến thảo. Loài này được Jongkind mô tả khoa học đầu tiên năm 2006.